# Constantine Phipps (2. baron Mulgrave)
Constantine John Phipps, Drugi Baron Mulgrave (ur. 19 maja 1744 w Whitby, zm. 10 października 1792 w Liège) – angielski dowódca marynarki i polityk. 
W 1774 jako pierwszy Europejczyk opisał nowy gatunek niedźwiedzia, nazywając go niedźwiedziem polarnym. W nomenklaturze zoologicznej stosuje się skrót Phipps przy oznaczeniu taksonu opisanego przez C. J. Phippsa, np. Ursus maritimus Phipps.

## Biografia
Constantine John Phipps urodził się w Whitby, w  hrabstwie North Yorkshire, w północno-wschodniej Anglii 19 maja 1744 roku. Był najstarszym synem Constantine’a Phippsa, barona Mulgrave i jego żony Lepell, córki Jana, lorda Hervey. Wstąpił do Królewskiej Marynarki Wojennej (ang. Royal Navy) w 1759 roku, zaciągając się na statek dowodzony przez swego wuja Augustusa Hervey’a, późniejszego trzeciego hrabiego Bristolu. Podczas wojny siedmioletniej brał udział w 1761 roku w ataku angielskim na Belle-Île u wybrzeży Bretanii, w 1762 roku w inwazji na Martynikę. Promowany do stopnia kapitana (ang. lieutenant) wziął udział w oblężeniu i zdobyciu Hawany. W kolejnych latach dowodził okrętami: HMS Diligence, HMS Terpsichore, HMS Boreas. W 1768 roku został wybrany do Parlamentu Królestwa Wielkiej Brytanii z okręgu Lincoln. Był posłem do 1774 roku. W 1773 roku, dowodząc HMS Racehorse, podjął próbę odkrycia północnej drogi do Indii. Phippsowi udało się popłynąć poza Svalbard, aż do Sjuøyane, ale zostali odepchnięci przez lód i 17 września powrócili do Anglii. Podczas podróży Phipps był pierwszym współczesnym Europejczykiem, który opisał niedźwiedzia polarnego oraz mewę białą (A Voyage towards the North Pole undertaken ... 1773, wyd. 1774).
Po śmierci ojca 13 września 1775 roku Phipps został baronem Mulgrave. W 1777 roku wybrano go ponownie do parlamentu, tym razem z okręgu Huntingdon. Kontynuując aktywną karierę w marynarce wojennej, w 1778 roku wszedł do służby na 74-działowym HMS Courageux i odegrał wiodącą rolę w bitwie pod Ushant 27 lipca tego samego roku. W 1784 roku Phipps został wybrany do parlamentu z okręgu Newark. Powierzono mu też urządy płacmistrza armii oraz komisarza do spraw Indii (ang. commissioner for the affairs of India). W 1790 roku Phipps został markizem Normanby (parostwo Wielkiej Brytanii) i wszedł do Izby Lordów. Phipps był członkiem Towarzystwa Królewskiego w Londynie (ang. Royal Society). Zmarł 10 października 1792 roku w Liège.

## Upamiętnienie
Imieniem Phippsa nazwano największą z wysp w grupie Sjuøyane (Svalbard) – Phippsøya.